# سینماهای بو تای
سینماهای بو تای (انگلیسی: Bow Tie Cinemas) یک گروه سینمایی در ایالات متحده آمریکا است.
این گروه که در سال ۱۹۰۰ تأسیس شده دارای ۳۴ مجموعه سینمایی در کلرادو، کنتیکت، مریلند، نیوجرسی، نیویورک و ویرجینیا می‌باشد و هشتمین سینمای زنجیره‌ای بزرگ در آمریکا محسوب می‌شود.

## سینماها
- کلرادو (۱ مجموعه)
- کنتیکت (۱۱ مجموعه)
- مریلند (۲ مجموعه)
- نیوجرسی (۹ مجموعه)
- نیویورک (۸ مجموعه)
- ویرجینیا (۳ مجموعه)